# San Luisito, Jalisco
San Luisito är en ort i Mexiko.   Den ligger i kommunen Mezquitic och delstaten Jalisco, i den centrala delen av landet, 600 km nordväst om huvudstaden Mexico City. San Luisito ligger 1 466 meter över havet och antalet invånare är 190.
Terrängen runt San Luisito är bergig österut, men västerut är den kuperad. Runt San Luisito är det mycket glesbefolkat, med 4 invånare per kvadratkilometer. Närmaste större samhälle är San Andrés Cohamiata, 18,7 km norr om San Luisito. I omgivningarna runt San Luisito växer huvudsakligen savannskog.